# Karėn Chačaturjan
Karėn Surenovič Chačaturjan (in russo Карэн Суренович Хачатурян?; Mosca, 19 settembre 1920 – Mosca, 19 luglio 2011) è stato un compositore sovietico.
Autore a partire dal 1950 delle musiche originali di oltre cinquanta film e di venti allestimenti teatrali, è stato insignito del Premio di Stato dell'Unione Sovietica nel 1976 e del titolo di Artista del Popolo della RSFS Russa nel 1981.
Nipote (figlio del fratello) del compositore e pianista Aram Il'ič Chačaturjan, è sepolto nel Cimitero di Novodevičij.